# 요코야마촌 (도쿄도)
요코야마촌(横山村)은 도쿄도 미나미타마군에 설치되었던 촌이다.